# Mario Ruben

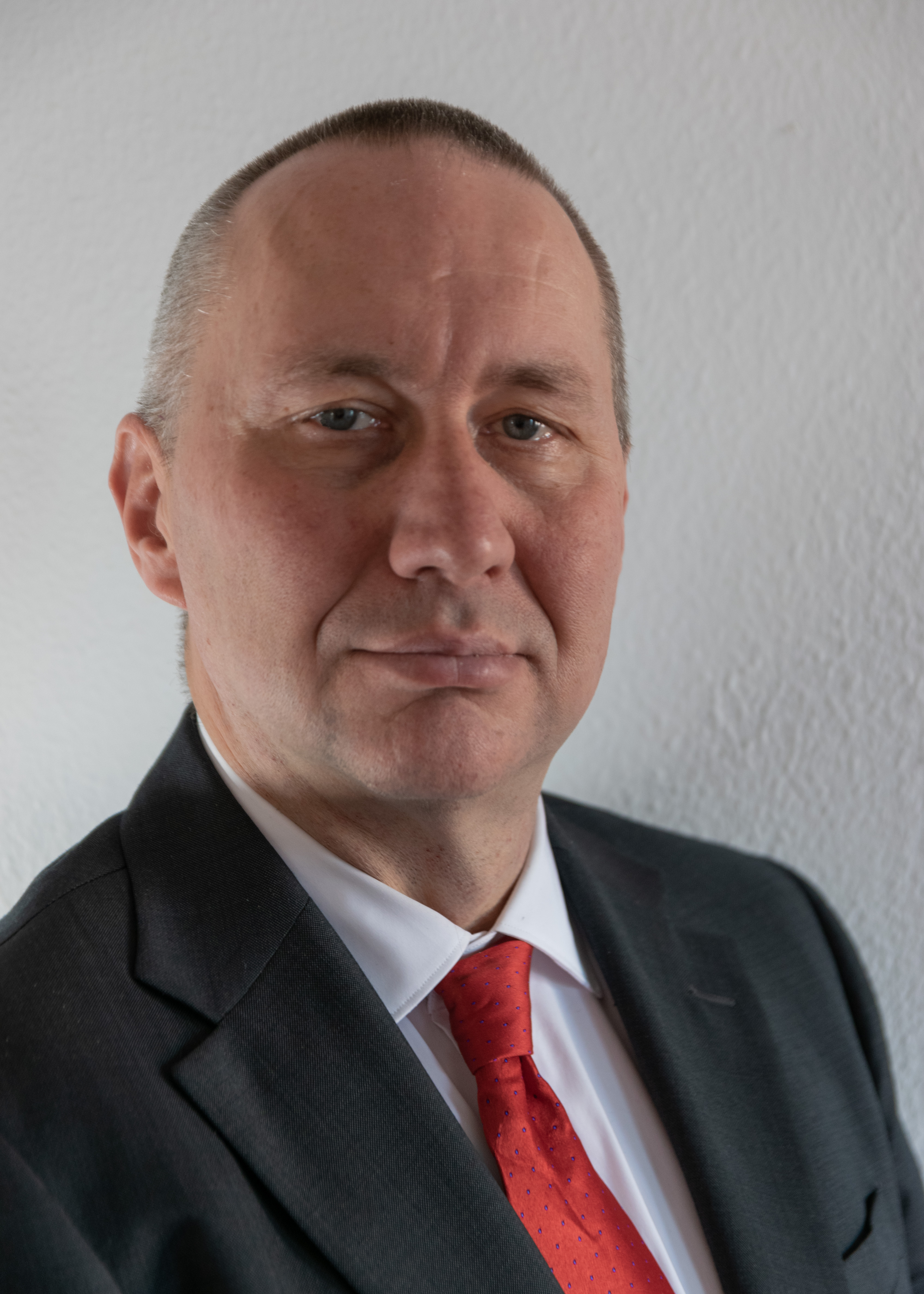
Mario Ruben

Mario Ruben (* 5. Mai 1968 in Rudolstadt) ist ein deutscher Chemiker und Universitätsprofessor. Er ist seit 2013 Professor und Direktor für „Molekulare Materialien“ am Karlsruher Institut für Technologie sowie an der Université de Strasbourg.

## Leben
Nach seinem Abitur am Gymnasium Fridericianum (damalige Erweiterte Oberschule) Rudolstadt studierte er von 1989 bis 1994 Chemie an der Friedrich-Schiller-Universität Jena. Mit einem Promotionsstipendium der Studienstiftung des Deutschen Volkes verfasste er 1998 seine Dissertation an der Friedrich-Schiller-Universität Jena in der Arbeitsgruppe von Dirk Walther mit einer Arbeit zur CO2-Aktivierung und -Transformation. Es folgte 1998 ein zweijähriger Aufenthalt als DAAD-Stipendiat an der Université de Strasbourg in der Arbeitsgruppe von Nobelpreisträger Jean-Marie Lehn, wo er sich 2005  mit einer Arbeit über (Supra)Molekulare Funktionelle Nanostrukturen habilitierte. Seine momentane Forschungsarbeit beschäftigt sich mit der Entwicklung von Spintronik-Bauteilen auf der Basis von Molekülen.
2012 erhielt er einen Ruf an die Fakultät der Physik der Universität Münster. 2013 wurde er W3-Professor an der Chemisch-Biologischen Fakultät des Karlsruher Instituts für Technologie. Er hat ca. 270 wissenschaftliche Artikel in referierten wissenschaftlichen Zeitschriften publiziert.

## Forschungsthemen

Schaltbares magnetisches Fe_{4}-Gittermolekül

- Spin-Materialien zum Implementieren von Quantenalgorithmen[6][11]
- Schaltbare magnetische Verbindungen[10]
- Molekulare Batteriematerialien[12]
- CO2-Aktivierung und -Umwandlung[13][14]

## Veröffentlichungen (Auswahl)
- S. Thiele, F. Balestro, R. Ballou, S. Klyatskaya, M. Ruben und W. Wernsdorfer: Electrically driven nuclear spin resonance in single–molecule magnets. In: Science Bd. 344, 2014, S. 1135–8, DOI: 10.1126/science.1249802.[6]
- W. Wernsdorfer und M. Ruben: Synthetic Hilbert Space Engineering of Molecular Qudits: Isotopologue Chemistry. In: Advanced Materials. Bd. 31, 2019, S. 1806687, DOI:10.1002/adma.201806687.[11]
- B. Schäfer, J.-F. Greisch, I. Faus, T. Bodenstein, I. Šalitroš, O. Fuhr, K. Fink, V. Schünemann, M. M. Kappes und M. Ruben: Divergent Coordination Chemistry: Parallel Synthesis of  [2×2] Iron(II) Grid-Complex Tauto-Conformers. In: Angewandte Chemie Internationale Edition. Bd. 55, 2016, S. 10881–10885, DOI:10.1002/anie.201603916.[10]
- Z. Chen, P. Gao, W. Wan, S. Klyatskaya, Z. Zhao-Karger, C. Kübel, O. Fuhr, M. Fichtner und M. Ruben: A Lithium-Free Energy Storage Device based on an Alkyne-Substituted-Porphyrin Complex. In: ChemSusChem. Bd. 12, 2019, Nr. 16, 2019, S. 3737–3741, DOI:10.1002/cssc.201901541.[12]
- C. Molina-Jiron, C. M. Reda, C. N. S. Kumar, C. Kübel. L. Velasco, H. Hahn, E. Pineda-Moreno und M. Ruben: Direct Conversion of CO2 to Multi-Layer Graphene using Copper-Palladium Alloys. In: ChemSusChem. Bd. 12, 2019, Nr. 15, S. 3509 – 3514, DOI:10.1002/cssc.201901404.[13]
- S. Kuppusamy; D. Serrano; A.M. Nonat, B. Heinrich; L. Karmazin; L.J. Charbonnière; Ph. Goldner und M. Ruben: Optical spin-state polarization in a binuclear europium complex towards molecule-based coherent light-spin interfaces. Nature Communs. Bd. 12, 2021, 2152, DOI:10.1038/s41467-021-223
- D. Serrano; S. Kuppusamy; B. Heinrich; O. Fuhr; D. Hunger; M. Ruben; Ph. Goldner: Ultra-narrow optical linewidths in rare-earth molecular crystals. In: Nature Bd. 603, 2022, 241–246, DOI:10.1038/s41586-021-04316